# Тира (древний город)
Ти́ра (греч. Τύρας) — древнегреческий город на правом берегу лимана Днестра (Тираса), на месте современного города Белгород-Днестровский.

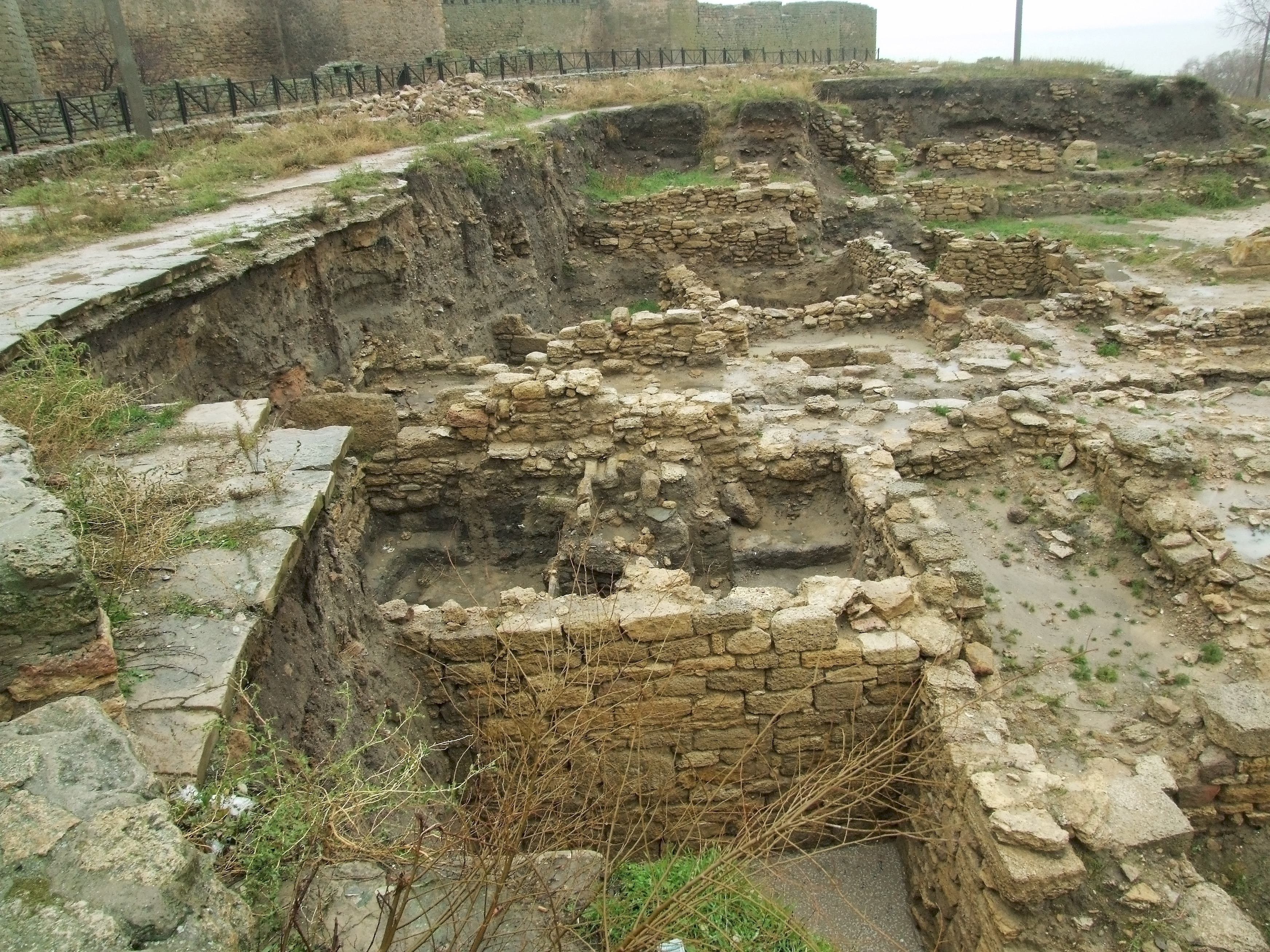
Руины Тиры

## История
Тира занимала выгодное географическое положение и играла важную роль в античной торговле Северного Причерноморья со времени возникновения первого поселения в VII—VI вв. до н. э. Но о Тире как о городе можно говорить лишь с V в. до н. э. (Э. Р. Штерн, А. Н. Зограф, Л. Д. Дмитров и В. Д. Блаватский). Остатки древней Тиры находятся под Аккерманской (Белгород-Днестровской) крепостью, прикрепостной площадью и прилегающими к ней улицами, где на возвышенном и защищённом месте располагался акрополь. Прилиманная, торговая часть города и порт разрушены как водами, так и позднейшими сооружениями. На месте акрополя позднее была сооружена средневековая крепость. Тира была основана переселенцами из Милета. VI в. до н. э. — III в. до н. э. — время наибольшего расцвета экономики (земледелие и виноградарство, ремесло, рыболовство, торговля с населением Приднестровья) и культуры Тиры, город чеканил и собственную монету, не только из меди и бронзы, но и золотые статеры (3 типа), а также серебряные драхмы.

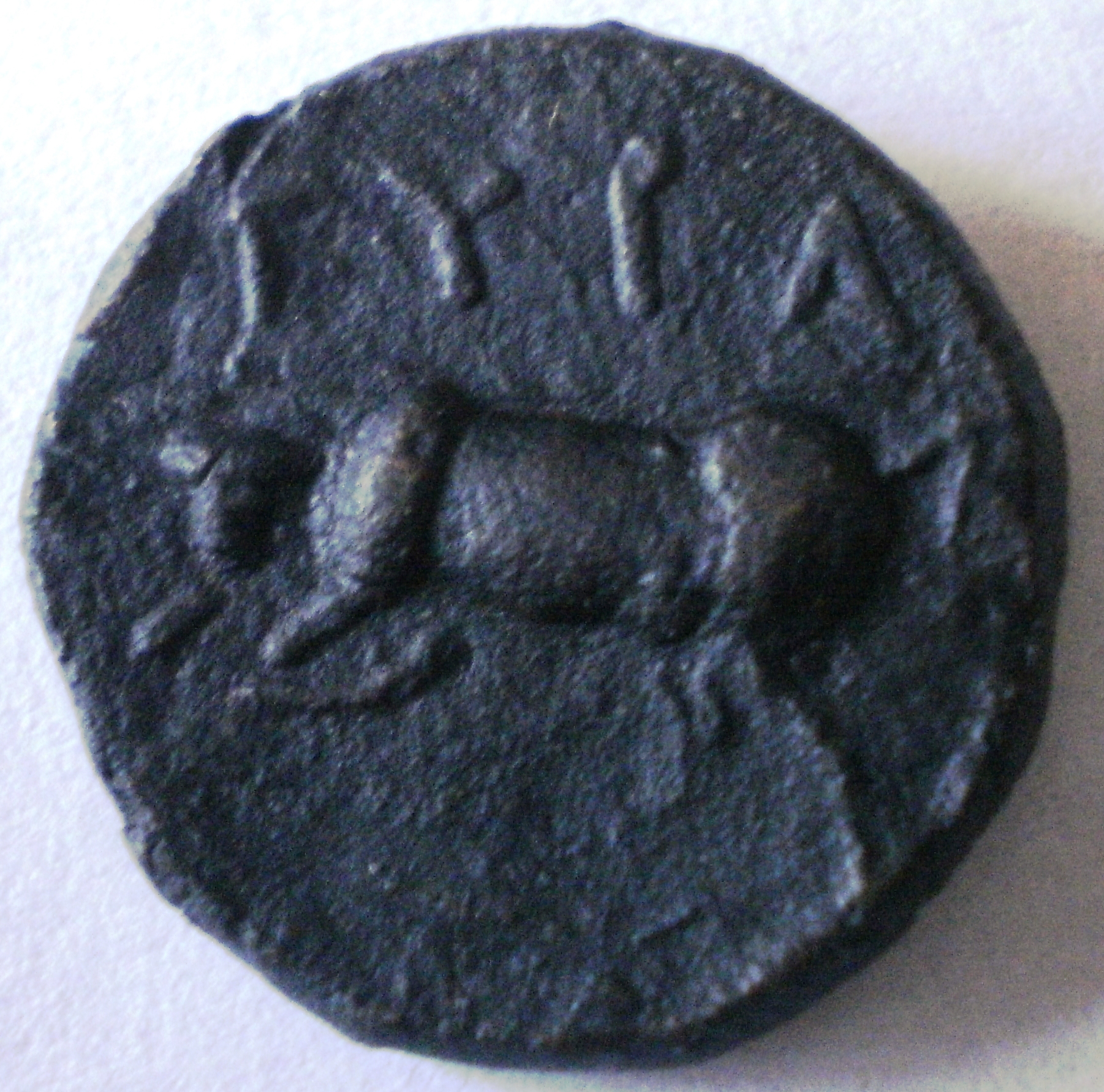
Тирский тетрахалк с изображением быка

Во II веке до нашей эры Тирой управляли местные цари, чьи имена фигурируют на его монетах. В середине I века до н. э. город разрушили геты.
В середине I века н. э. город был восстановлен римлянами, предположительно в правление Нерона, и в дальнейшем входил в состав провинции Нижняя Мёзия. Город вернул своё прежнее значение. Чеканка собственных монет в городе продолжалась с небольшими перерывами со времени императора Домициана (81 г. н. э.) до конца правления императора Александра Севера (235 г. н. э.). Монеты Тиры этого периода — медные с портретами членов императорского дома Римской империи. В это время в Тире располагался небольшой отряд римских легионеров.

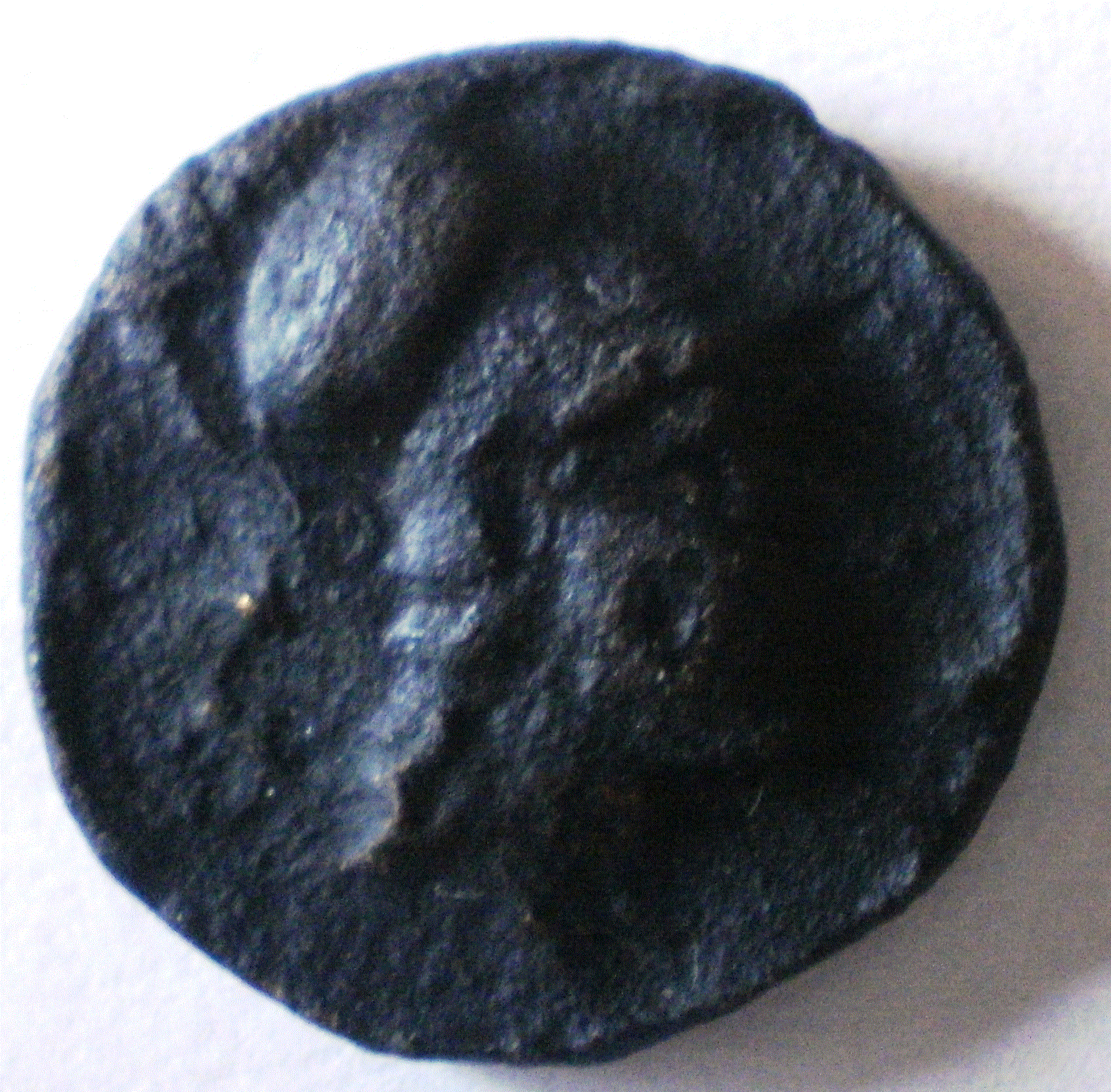
Тирский тетрахалк с изображением Афины

Во второй половине III века город подвергся нашествию готов, но археологические находки показывают, что римляне оставались там до конца четвёртого века (при Феодосии I). Полагают, что город погиб в результате гуннского нашествия. В 376 г. гунны форсировали Днестр и через Буджакские степи устремились к границам Римской империи. Самая поздняя римская монета из Тиры относится ко времени правления императора Валентиниана (364—375 гг.) и в настоящее время является последним точно датированным предметом из раскопок этого античного центра.
Позже византийцы переименовали город, восстановленный после варварских нашествий, назвав его новым именем: Maurokastron (что означает «Чёрная Крепость»).
Управление города в разное время было в руках пяти архонтов, царя, сената, народного собрания. Типы его монет предполагают торговлю пшеницей, вином и рыбой. Несколько надписей также в основном связаны с торговлей.

## Изучение

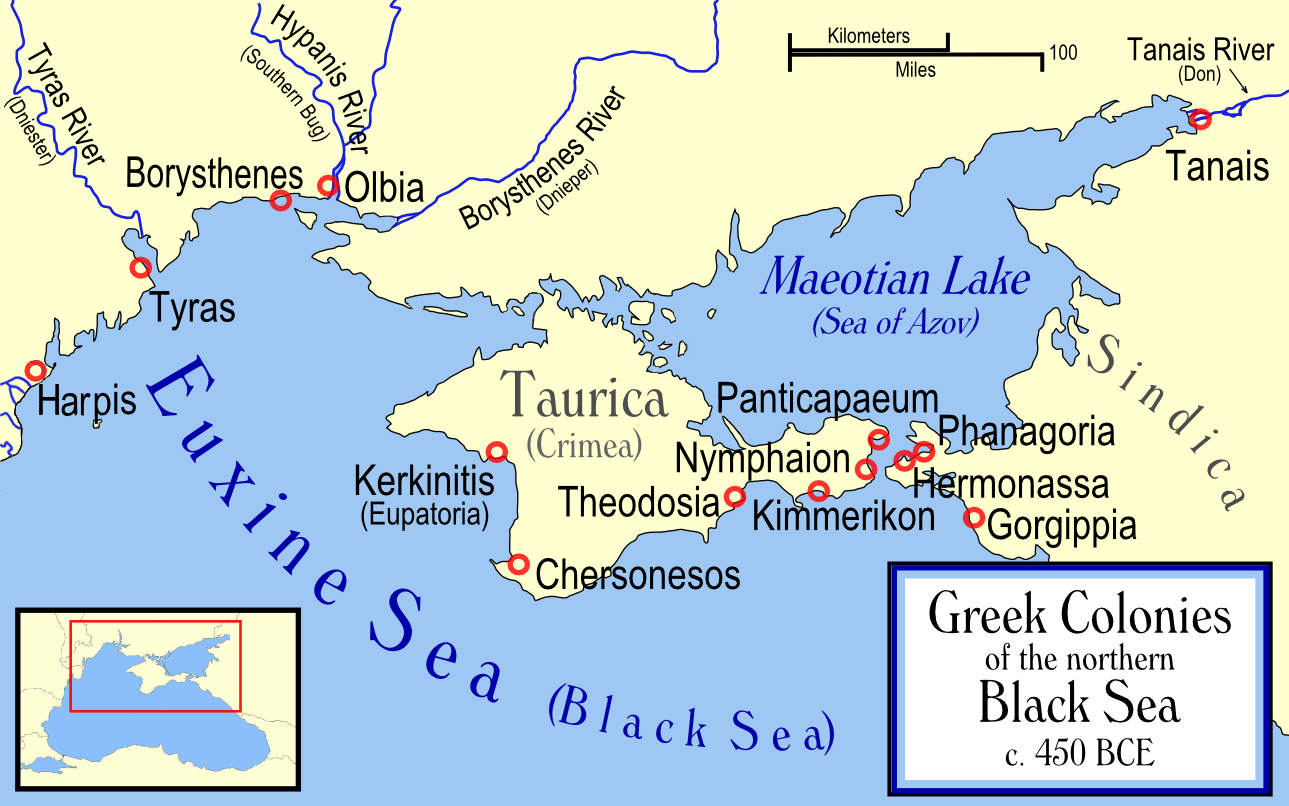
Тира и другие греческие колонии в северном Причерноморье, в V веке до н. э.

Археологические раскопки ведутся с начала XX века. Некрополь города до сих пор не обнаружен. Окончательное местоположение города было установлено Э. Р. Штерном, обнаружившим в результате раскопок 1900 и 1912 гг. на территории дворов Аккерманской крепости и прикрепостной площади мощный слой античного периода. Раскопки Тиры не были систематическими и носили эпизодический характер. В 1918, 1927—1930 гг. исследования проводились румынскими археологами, в 1932, 1935, 1940 гг. — учёным, хранителем Аккерманского музея В. А. Шахназаровым. После Великой Отечественной войны к систематическим исследованиям Тиры приступил Институт археологии АН УССР. С 1945 по 1950 гг. работы велись под руководством Л. Д. Дмитрова. В 1953, 1958-1960 гг. эти раскопки были продолжены под руководством А. И. Фурманской. Останки и артефакты скудны из-за полного уничтожения или недоступности культурного слоя греческого и римского периодов, так как на его территории была построена большая средневековая крепость, в разные времена называемая Maurocastro, Cetatea Alba (молд. «Белый город»), затем Аккерман (тур. «Белая крепость»), теперь Белгород-Днестровский.